# Boston Society of Film Critics Awards 2016
37. ročník předávání cen asociace Boston Society of Film Critics Awards se konal 11. prosince 2016.

## Vítězové a nominovaní

### Nejlepší film
1. La La Land
2. Místo u moře

### Nejlepší režisér
1. Paul Thomas Anderson – Nit z přízraků
2. Guillermo del Toro – Tvář vody

### Nejlepší scénář
1. Kenneth Lonegran – Místo u moře
2. Jim Jarmusch – Paterson

### Nejlepší herec v hlavní roli
1. Casey Affleck – Místo u moře
2. Joel Edgerton – Loving

### Nejlepší herečka v hlavní roli
1. Isabelle Huppert – Elle a Začít znovu
2. Natalie Portman – Jackie

### Nejlepší herec ve vedlejší roli
1. Mahershala Ali – Moonlight
2. Michael Shannon – Noční zvířata

### Nejlepší herečka ve vedlejší roli
1. Lily Gladstone – Jisté ženy
2. Michelle Williamsová – Místo u moře

### Nejlepší dokument
1. O.J.: Made in America
2. Za kamerou

### Nejlepší cizojazyčný film
1. Komorná
2. Začít znovu

### Nejlepší animovaný film
1. Věž
2. Kubo a kouzelný meč

### Nejlepší kamera
1. Chung-hoon Chung – Komorná
2. James Laxton – Moonlight

### Nejlepší střih
1. Tom Cross – La La Land
2. Nels Bangerter – Za kamerou a John Gilbert – Hacksaw Ridge: Zrození hrdiny (remíza)

### Nejlepší obsazení
1. Moonlight

1. Jisté ženy

### Nejlepší skladatel
1. Mica Levi – Jackie
2. Justin Hurwitz – La La Land

### Nejlepší nový filmař
1. Robert Eggers – Čarodějnice
2. Kirsten Johnson – Za kamerou